# Корутюрк, Фахри
Фахри́ Саби́т Корутю́рк (тур. Fahri Sabit Korutürk; 15 августа 1903, Стамбул — 12 октября 1987, Стамбул) — турецкий военно-морской офицер, дипломат, шестой президент Турции.

## Ранняя биография и военная служба
Родился 15 августа 1903 года в Стамбуле в семье отставного военного. После ранней смерти матери рос под присмотром мачехи, Нурие Корутюрк (1873—1973).
В 1916 году поступил в военно-морское училище, которое окончил в 1923 году в звании палубного инженера-лейтенанта, после чего прошёл полугодовое обучение и стажировку на боевых кораблях. Служил на крейсерах и подводных лодках, в 1933 году окончил Военно-морскую академию и стал штабным офицером. Впоследствии, 18 марта 1934 года, президент Турции Мустафа Кемаль Ататюрк дал ему фамилию «'Корутюрк» («защитник турок»).
11 ноября 1934 года был назначен в XI отделение Генерального штаба, а 11 декабря 1935 — военно-морским атташе посольства в Риме. В 1936 году был военно-морским советником в турецкой делегации на Конференции Монтрё о статусе черноморских проливов. 25 декабря 1936 года назначен военно-морским атташе посольства в Берлине. С 3 ноября 1938 до 29 января 1942 года — начальник штаба командования подводным флотом. Затем повторно стал военно-морским атташе в Германии (и в Швеции по совместительству).
В 1950 году стал коммодором и служил в стамбульском военно-морском командовании и командовании подводным флотом. В 1953 году ему было присвоено звание контр-адмирала, служил в командовании военного флота, военно-морском учебном командовании и начальником разведки Генерального штаба. В 1956 году ему было присвоено звание вице-адмирала, в этом звании он служил командующим флотом и командующим корпусом проливов и Мраморного моря.
13 декабря 1957 г. он был назначен заместителем командующего военно-морскими силами. В 1958 г. ему было присвоено звание адмирала, а 17 ноября 1959 г. он был назначен командующим военно-морскими силами Турции.

## На гражданской службе
После государственного переворота 27 мая 1960 года уволен с военной службы и 27 июня назначен послом Турции в СССР (занимал этот пост до 5 сентября 1964), а затем являлся послом в Испании. 1 августа 1965 ушёл в отставку.
7 июня 1968 года президент Джевдет Сунай назначил его сенатором по президентской квоте.
6 апреля 1973 года Великое национальное собрание Турции избрало его шестым президентом Турецкой Республики (в 15-м туре голосования, 365 голосами из 636, благодаря коалиции Республиканской партии доверия, Республиканской народной партии и Партии справедливости)

## На посту президента
Приложил большие усилия для формирования и выживания созданных в период его правления 8-ми коалиционных правительств. Вместе с тем при нём заметно обострился конфликт между правыми и левыми политическими силами в стране.
При нём и при его полном согласии в июле 1974 произошло турецкое вторжение на Кипр и образование непризнанного Кипро-турецкого Федеративного Государства.
При нём был построен и сдан в эксплуатацию Босфорский мост.
Он проработал в этой должности 7 лет, до 6 апреля 1980 года, после чего стал постоянным членом сената. Однако после государственного переворота 12 сентября 1980 потерял этот пост.
Говорил на немецком, английском и итальянском языках.

## Семья
1 марта 1944 женился на художнице Эмель Симкоз (1915—2013), дочери своего бывшего заместителя Салаха Симкоза, имел двух сыновей — Османа (род. в 1944) и Хусейна Салаха (род. в 1949) и дочь Айше (род. в 1955). Сыновья и невестка Зергуюн Коратюрк стали дипломатами.
Умер 12 октября 1987 в Стамбуле от инфаркта. Похоронен на Турецком государственном кладбище в Анкаре.